# Donna Testerman
Donna Marie Testerman (1960) é uma matemática, especialista em teoria de representação de grupos algébricos. É professora de matemática da Escola Politécnica Federal de Lausanne, Suíça.
Testerman obteve um Ph.D. na Universidade de Oregon em 1985, com a tese Certain Embeddings of Simple Algebraic Groups, orientada por Gary Seitz. Como membro do corpo docente da Universidade Wesleyan recebeu uma Sloan Research Fellowship em 1992.

## Obras
Testerman é autora ou editora de diversos livros e monografias investigativas em matemática,incluindo:
- Irreducible subgroups of exceptional algebraic groups (1988)[5]
- {\displaystyle A_{1}} subgroups of exceptional algebraic groups (1999)[6]
- Centres of centralizers of unipotent elements in simple algebraic groups (2011)[7]
- Group Representation Theory (2007)[8]
- Linear algebraic groups and finite groups of Lie type (2011)[9]